# Priwolnoje (Kaliningrad, Krasnosnamensk)
Priwolnoje (russisch Привольное, deutsch Neu Wischteggen, 1938 bis 1945: Henndorf) ist ein verlassener Ort im Rajon Krasnosnamensk der russischen Oblast Kaliningrad.
Die Ortsstelle befindet sich etwa zweieinhalb Kilometer östlich von Uslowoje (Rautenberg).

## Geschichte
Der Ort war auf der Schrötterkarte von 1802 als Wistaggen eingezeichnet. Der Zusatz Neu sollte der Unterscheidung zum ebenfalls im Kreis Ragnit gelegenen (Alt) Wischteggen (1938 bis 1945: Altweiden) dienen. 1874 wurde die Landgemeinde Neu Wischteggen dem neu gebildeten Amtsbezirk Rautenberg im Kreis Ragnit zugeordnet. 1938, inzwischen im Kreis Tilsit-Ragnit, erfolgte die Umbenennung in Henndorf.
1945 kam der Ort in Folge des Zweiten Weltkrieges mit dem nördlichen Ostpreußen zur Sowjetunion. 1947 erhielt er den russischen Namen Priwolnoje und wurde gleichzeitig dem Dorfsowjet Tolstowski selski Sowet im Rajon Krasnosnamensk zugeordnet. Laut Karte wurde auch das ehemalige Barachelen (Brachfeld) zu Priwolnoje gezählt. Später gelangte Priwolnoje in den Wesnowski selski Sowet. Priwolnoje wurde vor 1988 aus dem Ortsregister gestrichen.

### Einwohnerentwicklung
| Jahr | Einwohner |
| ---- | --------- |
| 1867 | 88        |
| 1871 | 83        |
| 1885 | 82        |
| 1905 | 100       |
| 1910 | 104       |
| 1933 | 74        |
| 1939 | 70        |

## Kirche
Neu Wischteggen/Henndorf gehörte zum evangelischen Kirchspiel Rautenberg.